# ابروزردک بزرگ
ابروزردک بزرگ (نام علمی: Elaenia dayi) نام یک گونه از سرده ابروزردک است.